# FIBA European Champions Cup 1969-1970
La Coppa dei Campioni 1969-1970 di pallacanestro maschile venne vinta dalla Pallacanestro Varese sponsorizzata Ignis.
Hanno preso parte alla competizione 24 squadre. Dopo due turni iniziali ad eliminazione diretta con gare di andate e ritorno (e somma dei punti), è stata organizzata una fase a gruppi valevole per la qualificazioni alle semifinali; queste ultime sono state giocate con gare di andata e ritorno. La finale è stata organizzata a Sarajevo.

## Risultati

### Primo turno
Le gare di primo turno sono state giocate il 6 ed il 13 novembre 1969.
| Squadra 1            | Totale  | Squadra 2           | Andata | Ritorno |
| -------------------- | ------- | ------------------- | ------ | ------- |
| Partizani Tirana     | 141-165 | Dinamo Bucarest     | 65-70  | 76-95   |
| Boroughmir BC        | 204-267 | Racing Mechelen     | 84-123 | 120-144 |
| E.S. Radès           | 0-4     | ASVEL Basket        | 0-2    | 0-2     |
| Sporting CP          | 108-226 | Real Madrid CF      | 52-98  | 56-128  |
| Osnabrück            | 133-180 | Budapesti Honvéd SE | 74-88  | 59-92   |
| BBC Sparta Bertrange | 176-241 | KK Crvena zvezda    | 92-112 | 84-129  |
| Engelmann Vienna     | 149-144 | Galatasaray SK      | 100-74 | 49-70   |
| D.S.B.V. Punch       | 158-159 | CWKS Legia Varsavia | 74-80  | 84-79   |
| IFK Helsingborg      | 138-142 | Taipon Honka        | 73-67  | 65-75   |

### Ottavi di finale
Le gare di ottavi di finale sono state giocate il 4 e l'11 dicembre 1969. È automaticamente qualificata ai quarti di finale il CSKA Mosca, campione in carica.
| Squadra 1            | Totale  | Squadra 2           | Andata | Ritorno |
| -------------------- | ------- | ------------------- | ------ | ------- |
| Dinamo Bucarest      | 146-182 | Racing Mechelen     | 73-95  | 73-87   |
| Hapoel Tel Aviv B.C. | 131-155 | ASVEL Basket        | 70-69  | 61-86   |
| Real Madrid CF       | 163-161 | Budapesti Honvéd SE | 95-76  | 68-85   |
| Taipon Honka         | 114-187 | Ignis Varese        | 59-88  | 55-99   |
| KK Crvena zvezda     | 166-149 | Panathinaikos AO    | 91-66  | 75-83   |
| TJ Slavia VŠ Praga   | 199-147 | Engelmann Vienna    | 106-68 | 93-79   |
| CWKS Legia Varsavia  | 157-159 | BK Akademik         | 91-80  | 66-79   |

### Quarti di finale

#### Gruppo A
|    | Squadra            | G | V | P | PF  | PS  | Dif | P.ti |
| -- | ------------------ | - | - | - | --- | --- | --- | ---- |
| 1. | Real Madrid CF     | 3 | 2 | 1 | 516 | 501 | +15 | 5    |
| 2. | TJ Slavia VŠ Praga | 3 | 2 | 1 | 457 | 457 | 0   | 5    |
| 3. | Racing Mechelen    | 3 | 1 | 2 | 446 | 440 | +6  | 4    |
| 4. | BK Akademik        | 3 | 1 | 2 | 452 | 473 | -21 | 4    |

#### Gruppo B
|    | Squadra          | G | V | P | PF  | PS  | Dif | P.ti |
| -- | ---------------- | - | - | - | --- | --- | --- | ---- |
| 1. | CSKA Mosca       | 3 | 3 | 0 | 540 | 472 | +68 | 6    |
| 2. | Ignis Varese     | 3 | 2 | 1 | 485 | 420 | +65 | 5    |
| 3. | ASVEL Basket     | 3 | 1 | 2 | 448 | 529 | -81 | 4    |
| 4. | KK Crvena zvezda | 3 | 0 | 3 | 462 | 514 | -52 | 3    |

|  | Qualificate alle semifinali |
|  | Eliminata                   |

### Semifinali
Le semifinali sono state giocate l'11 e il 12 marzo 1970 (gare di andata) ed il 25 e 26 marzo (gare di ritorno).
| Squadra 1          | Totale  | Squadra 2    | Andata | Ritorno |
| ------------------ | ------- | ------------ | ------ | ------- |
| Real Madrid CF     | 164-193 | Ignis Varese | 86-90  | 78-103  |
| TJ Slavia VŠ Praga | 154-220 | CSKA Mosca   | 79-107 | 75-113  |

### Finale
| Arbitri: | Eduardo Aznar István Szabó |

|                                                                                |            |                                                                                               |
| Meneghin 20                                                                    | Punti      | 21 Belov                                                                                      |
| Ossola, Rusconi, Raga, Jones, Meneghin Flaborea, Vittori, Paschini, Bulgheroni | Formazioni | Belov, Kapranov, Sidjakin, Žarmuchamedov, Andreev Miloserdov, Blik, Selichov, Iljuk, Kovirkin |
| Aza Nikolić                                                                    | Allenatori | Armenak Alačačjan                                                                             |

| Coppa dei Campioni 1969-1970   |
| ------------------------------ |
| Pallacanestro Varese 1º titolo |

## Formazione vincitrice

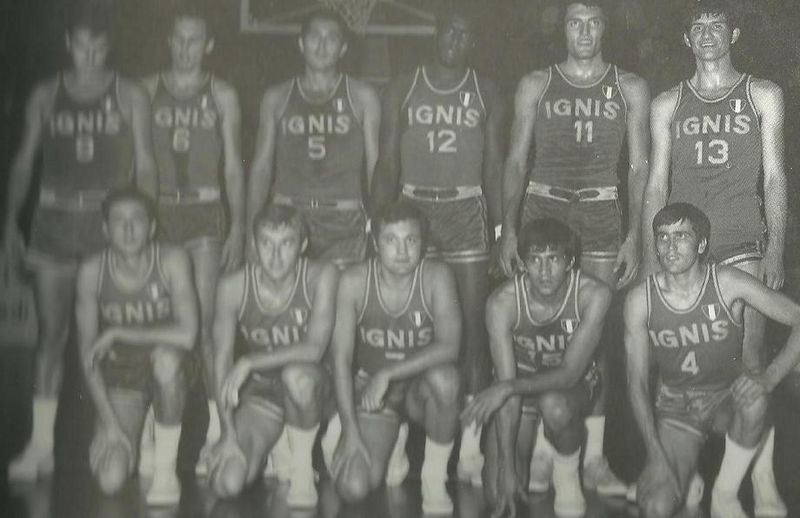
La formazione dell'Ignis Varese nel 1969-1970

| N° | Naz.                   | Ruolo | Sportivo           |  | Alt. |  |
| -- | ---------------------- | ----- | ------------------ |  | ---- |  |
| 4  | Italia (bandiera)      | P     | Edoardo Rusconi    |  |      |  |
| 5  | Italia (bandiera)      | C     | Ottorino Flaborea  |  |      |  |
| 6  | Italia (bandiera)      | C     | Lino Paschini      |  |      |  |
| 7  | Italia (bandiera)      | P     | Antonio Bulgheroni |  |      |  |
| 8  | Italia (bandiera)      | P     | Giorgio Consonni   |  |      |  |
| 9  | Italia (bandiera)      | A     | Paolo Vittori      |  |      |  |
| 10 | Italia (bandiera)      | P     | Aldo Ossola        |  |      |  |
| 11 | Italia (bandiera)      | C     | Dino Meneghin      |  |      |  |
| 12 | Stati Uniti (bandiera) | AC    | Rich Jones         |  |      |  |
| 13 | Italia (bandiera)      | AP    | Claudio Malagoli   |  |      |  |
| 14 | Italia (bandiera)      | P     | Massimo Villetti   |  |      |  |
| 15 | Messico (bandiera)     | AP    | Manuel Raga        |  |      |  |
|    | Jugoslavia (bandiera)  | All.  | Aza Nikolić        |  |      |  |